# Аргумент лосося
Аргумент лосося (нем. Lachsargument) использовался в исторической лингвистике для определения границ прародины индоевропейцев. Заключается в том, что название лосося в ряде индоевропейских языков восходит к общему праиндоевропейскому корню, а значит, праиндоевропейцам был известен лосось, и он обитал на их прародине.
В XIX веке появился лингвистический метод лингвистической палеонтологии, позволяющий локализовать прародину какого-либо народа: реконструировался словарный состав языка этого народа, а, соответственно, и известные ему реалии. Прародина искалась в пределах ареалов животных и деревьев, известных исследуемому языку.
Среди прочих названий для праиндоевропейского на основании рус. лосось , укр. лосось, чеш. losos, пол. łosoś, осет. læsæg, лит. lašišà, lašaša, lãšis, латыш. lasis, др.-прусск. lasasso, др.-в.-нем. lahs, др.-исл. lax было реконструировано и название лосося. Учёные, начиная с Отто Шрадера (1883), посчитали, что так праиндоевропейцы называли атлантического лосося, который обитает только в реках бассейна северного Атлантического океана и Балтийского моря. На основании этого и был выдвинут аргумент лосося, согласно которому прародина индоевропейцев находилась в северной Европе.
Позже Ричард Диболд предположил, что праиндоевропейское слово могло относиться не к Salmo salar, а к Salmo trutta trutta, обитающему в Чёрном и Каспийском морях, а также в реках, впадающих в них. Таким образом, по логике учёного, в славянских, балтийских и германских языках слово *lok’s сменило значение с Salmo trutta trutta на Salmo salar после ухода предков носителей этих языков с прародины и знакомства их с новыми реалиями в новых местах обитания.
Согласно другой точке зрения, значение «лосось» у индоевропейского корня, обозначавшего «рыбу» (ср. тох. Б laks «рыба»), появилось как инновация лишь в балто-славяно-германском языке (либо как общее семантическое развитие в балто-славянском и прагерманском языках).
По мнению Тамаза Гамкрелидзе и Вячеслава Иванова, «узкая сфера диалектного распространения данного слова, отсутствующего в целом ряде индоевропейских диалектов, выявляет его позднее происхождение в специализированном значении особой разновидности рыбы с красной пятнистой окраской, которая водится в реках бассейна Каспийского моря и в североевропейских водах». Название лосося они возводят к основе *lak «красный, пятнистый».